# Iluminacionismo
El iluminacionismo (en persa: حكمو اشراق‎, romanizado: jekmat-e eshrāq, en árabe: حكمة الإشراق‎, romanizado: ḥikmat al-ishrāq, ambos significan «sabiduría de la luz naciente»), también conocido como ishrāqiyyun o simplemente ishrāqi (en persa: اشراق‎, en árabe: الإش إش.‎, «naciente») es una escuela de pensamiento filosófica y mística (teosófica) introducida por el filósofo persa Shahab al-Din Suhrawardi (honorífico : Shaikh al-ʿIshraq o Shaikh-i-Ishraq, ambos significan «Maestro de la Iluminación») en el siglo XII d. C., en su Kitab Jikmat al-Ishraq (literalmente: «Libro de la Sabiduría de la Iluminación»), un texto fundamental terminado en 1186. Escrito con influencias avicenistas, peripatéticas y el neoplatónicas, la filosofía del iluminacionismo se distingue, sin embargo, como una adición novedosa y holística a la historia de la filosofía islámica.

## Historia

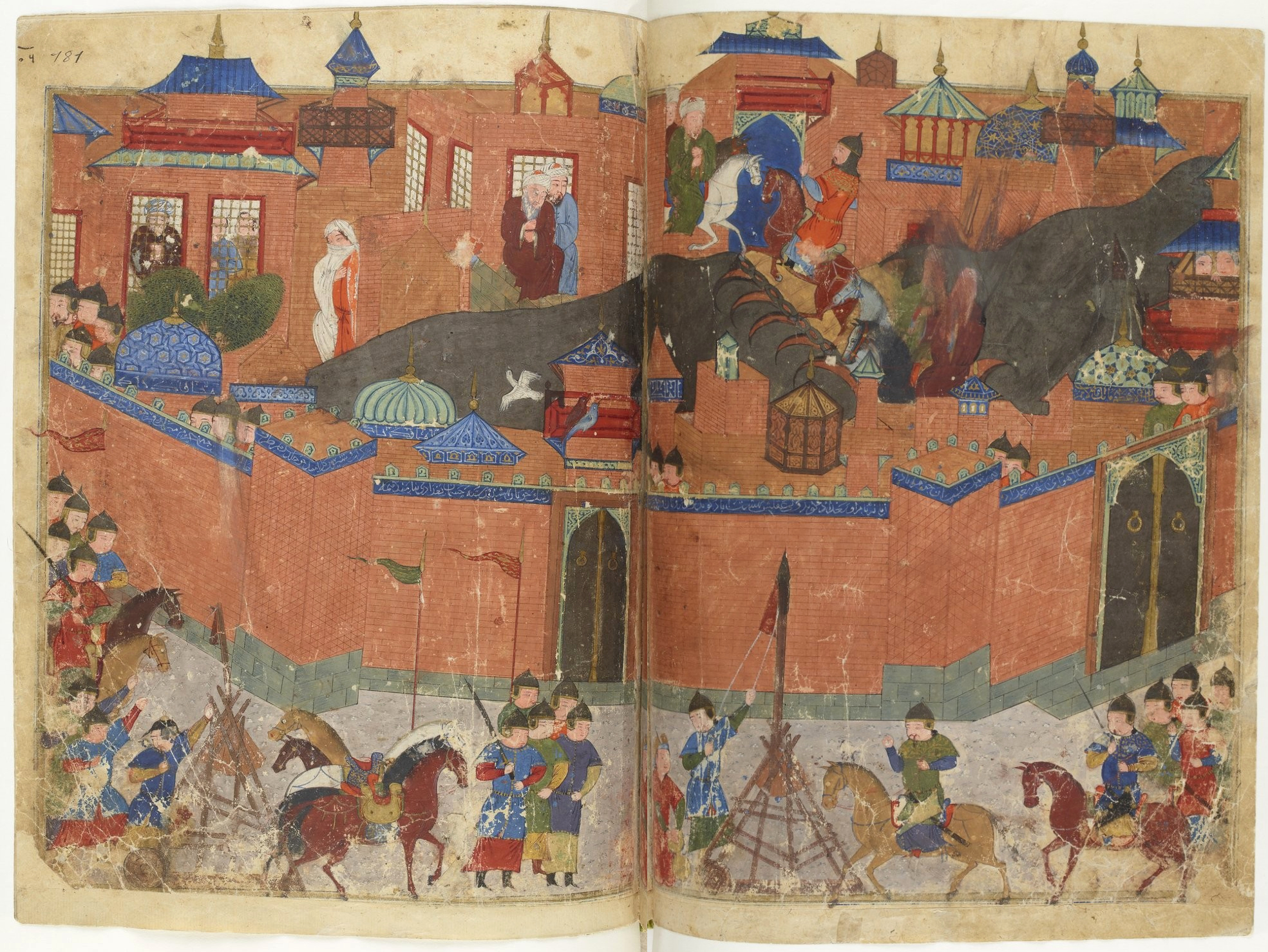
Mongoles del ilkanato sitiando Bagdad bajo el mando de Hulagu Khan, c. 1430.

Si bien el asedio de Bagdad por tropas del ilkanato y mongolas, y la subsiguiente destrucción de la Casa de la Sabiduría (en árabe: بيت الحكمة‎, romanizado: Bayt al-Jikmah), puso fin efectivamente a la Edad de Oro del islam en 1258, también allanó el camino para el pensamiento filosófico novedoso. Un ejemplo de ello es la obra del filósofo Abu'l-Barakāt al-Baghdādī, específicamente su Kitāb al-Muʿtabar («El libro de lo que se ha establecido por medio de la reflexión personal»). Los desafíos del libro a la norma aristotélica en la filosofía islámica además del énfasis de al-Baghdādī en la «autorreflexión evidente» y su reavivamiento del uso platónico de la luz como metáfora para fenómenos como la inspiración fueron factores que influyeron todos en la filosofía de Suhrawardi. El filósofo y lógico Zayn al-Din Omar Savayi inspiró aún más a Suhrawardi con sus obras fundacionales sobre matemática y su creatividad en la reconstrucción del Órganon. La lógica en dos partes de Savayi basada en «proposiciones expositivas» (al-aqwāl al-šāreḥa) y la «teoría de la prueba» (ḥoyay) sirvió como modelo precursor de las «Reglas de pensamiento» (al-Żawābeṭ al-fekr) de Suhrawardi. Al-Baghdādī y Savayi son dos de los tres filósofos islámicos mencionados en la obra de Suhrawardi.
El filósofo persa Shahab al-Din Suhrawardi fundó el iluminacionismo en 1186 al finalizar su Kitab Jikmat al-Ishraq (lit. «Libro de la sabiduría de la iluminación»). Esta escuela persa e islámica se basa en disciplinas filosóficas iranias antiguas, el avicenismo (la temprana filosofía islámica de Avicena), ideas neoplatónicas (modificadas por Avicena) e ideas originales de Suhrawardi. 
Tras el asesinato de Suhrawardi en Alepo en 1191, a manos de autoridades políticas, seguidores de sus enseñanzas fueron a la clandestinidad por una generación, pero a mediados del siglo XIII dos grandes comentarios sobre el Jikmat al-ishraq aparecieron, el primero por Shams al-Din Shahrazuri y el segundo por Qutb al-Din al-Shirazi, las siguientes dos grandes figuras de la escuela iluminacionista. A partir de ese tiempo, las enseñanzas de las escuela se expandieron, particularmente en Persia. Figuras como Allama al-Hilli y Yalal al-Din Dawani escribieron comentarios sobre Suhrawardi en los siglos XIII y XIV. El fundador de la escuela de Isfahán, Mir Damad, quien vivió en el periodo safávida, fue influenciado por Suhrawardi y usó el nombre de Ishraq como su nombre de pluma. Mulla Sadra, su estudiante, escribió una de las principales obras de la escuela iluminacionista, sus anotaciones sobre el Jikmat al-Ishraq. Filósofos persas posteriores como Mulla Hadi Sabziwari también tuvieron un gran interés en las enseñanzas iluminacionistas, y el filósofo del siglo XIX Shihab al-Din Kumiyani fue una figura puramente iluminacionista.

## Conceptos centrales
En su Filosofía de la iluminación, Suhrawardi argumentaba que la luz opera en todos los niveles y jerarquías de la realidad (FI, 97.7 – 98.11), produciendo luces inmateriales y sustanciales, incluyendo intelectos inmateriales (ángeles), almas humanas y animales e incluso «sustancias oscuras», tales como los cuerpos.
La metafísica de Suhrawardi se basa en dos principios. El primero es una forma del principio de razón suficiente. El segundo es el principio aristotélico de que un infinito en acto (o infinito completado) es imposible.

### Ishraq
El significado esencial de ishrāq (en persa: اشراق‎, en árabe: الإشراق‎) es «levantamiento» o «salida», refiriéndose específicamente a la salida del sol (oriente), si bien «iluminación» es la traducción más común. El término se usa ampliamente en textos filosóficos árabes y persas, significando «un modo intuitivo especial de cognición sin extensión temporal (es decir, atemporal), coordinado espacialmente en el sujeto cognizante autoconsciente»,o en otras palabras, a la relación entre el «sujeto que aprehende» (al-mawżuʿ al-modrek) y el «objeto aprehensible» (al-modrak); más allá del discurso filosófico, ishrāq es un término utilizado en las discusiones cotidianas, con el significado de «místico»junto con una variedad de diferentes tipos de conocimiento, incluyendo el eljām, que significa 'inspiración personal'.

## Legado
Ninguna de las obras de Suhrawardi se tradujo al latín, de manera que su pensamiento se mantuvo desconocido en el occidente latino, si bien su obra continuó siendo estudiada en el oriente islámico. De acuerdo con Hosein Nasr, Suhrawardi era desconocido en Occidente hasta que fue traducido a idiomas occidentales por parte de pensadores contemporáneos tales como Henry Corbin, y sigue siendo desconocido en gran medida, incluso en países dentro del mundo islámico.
Suhrawardi intentó ofrecer una perspectiva novedosa sobre cuestiones como las relativas a la existencia. No sólo obligó a los filósofos peripatéticos a confrontar tales nuevas cuestiones, sino que también dio vida renovada al corpus filosófico posterior a Avicena. De acuerdo con John Walbridge, las críticas de Suhrawardi a la filosofía peripatética podrían considerarse como un importante punto de inflexión para sus sucesores. Si bien Suhrawardi fue en primer lugar un pionero de la filosofía peripatética, se convirtió posteriormente en (neo)platónico tras una experiencia mística. También se le considera como uno de los que revivió la antigua sabiduría en Persia por medio de su filosofía de la iluminación. Sus seguidores, por ejemplo Shahrzouri o Qutb al-Din al-Shirazi, intentaron continuar el camino de su maestro. Suhrawardi trazó una distinción entre dos enfoques en la filosofía de la iluminación: uno discursivo y otro intuitivo.
Pensadores iluminacionistas de la Escuela de Isfahán desempeñaron un rol importante en la revitalización de la vida académica durante el imperio safávida bajo el sah Abás I (1588-1629). El pensamiento aviceniano continuó influyendo la filosofía durante el reinado del imperio safávida. El iluminacionismo se enseñaba en madrasas (lugares de estudio) safávidas fundadas por sahs piadosos.

### Mulla Sadra
El filósofo iraní del siglo XVII Mulla Sadra (Ṣadr ad-Dīn Muḥammad Shīrāzī) fue considerado un maestro del iluminacionismo. Fue autor de un libro titulado al-Asfār al-Arbaʻah, que significa «Los cuatro viajes», en referencia al viaje del alma de regreso a Alá. Mulla Sadra desarrolló los argumentos de su libro hasta convertirlos en toda una escuela de pensamiento, y no se refería a  su al-Asfār como una filosofía sino como «sabiduría». Mulla Sadra enseñaba cómo se puede ser iluminado o recibir sabiduría hasta convertirse en sabio. El al-Asfar es un ejemplar del iluminacionismo que sigue siendo parte activa de la filosofía islámica, y era representativo de toda la cosmovisión filosófica de Mulla Sadra. Como muchas obras árabes de importancia, es difícil de entender para el mundo occidental porque no ha sido traducida a idiomas occidentales. Mulla Sadra se convirtió con el tiempo en el maestro más importante de la escuela religiosa conocida como Madrasa-yi Jan. Sus ideas todavía se enseñan en todo el Oriente islámico y el sur de Asia.
Es en el al-Asfar donde Mulla Sadra explica su perspectiva del iluminacionismo. Aborda estos problemas a partir de un esquema peripatético. Tal estilo aristotélico de enseñanza recuerda a Avicena, el filósofo de la Edad de Oro islámica. Mulla Sadra hace referencia con frecuencia al corán al abordar problemas filosóficos. Cita versículos coránicos al tiempo que explica filosofía. Asimismo, escribió exégesis del corán, tales como su explicación del Āyat al-Kursī.
La palabra Asfār significa viajes, de manera que el al-Asfar constituye un viaje para adquirir sabiduría. Mulla Sadra usaba la filosofía como un conjunto de ejercicios espirituales para hacerse más sabio.
En su La filosofía trascendente de los cuatro viajes del intelecto, Mulla Sadra describe los siguientes viajes:
1. Un viaje desde la creación hasta la Verdad o Creador
2. Un viaje desde la Verdad hasta la Verdad
3. Un viaje que está en relación con el primer viaje porque va desde la Verdad hasta la creación con la Verdad.
4. Un viaje que está en relación con el segundo viaje porque va desde la Verdad hasta la creación.[22]